# Notre-Dame (Dambach-la-Ville)

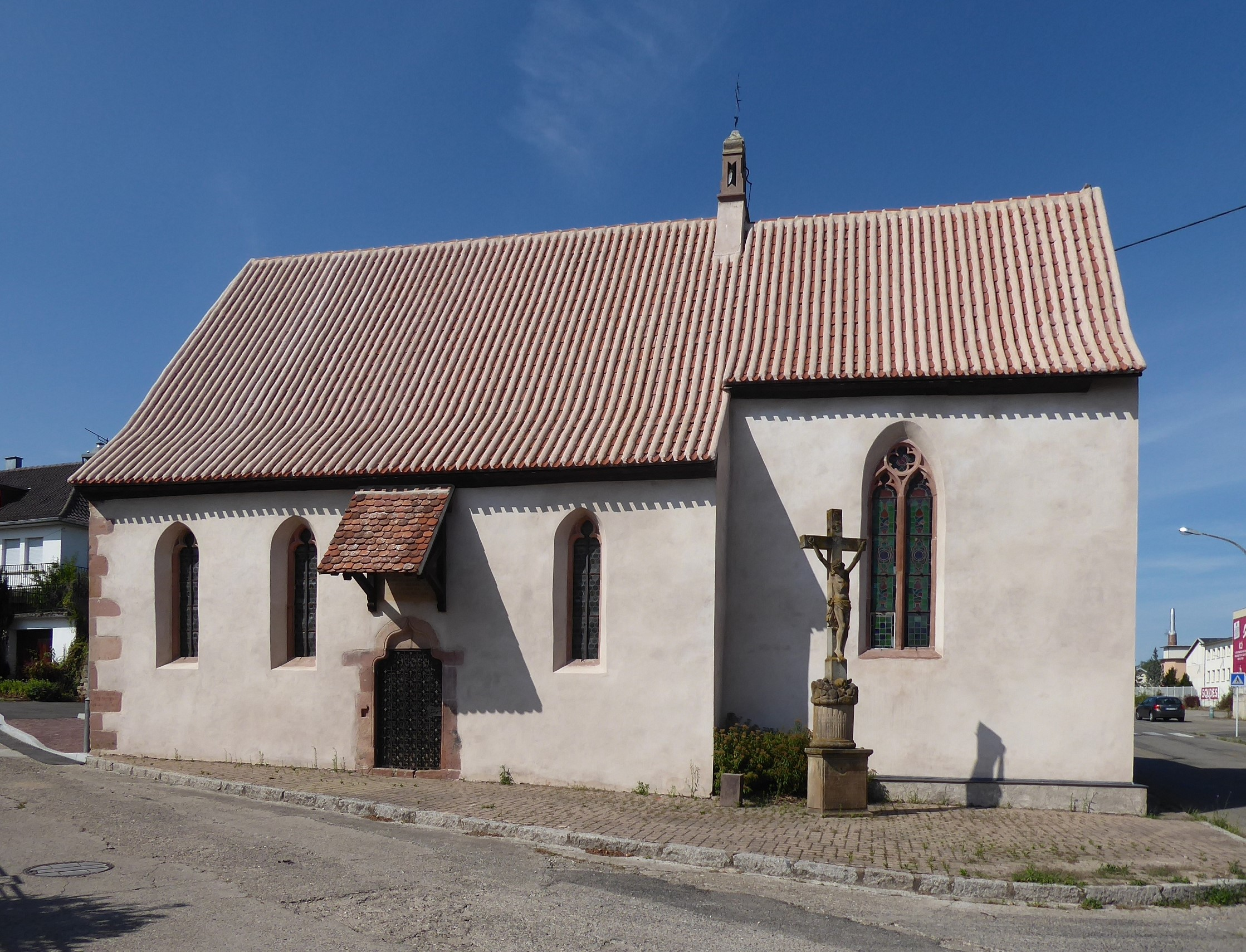
Notre-Dame

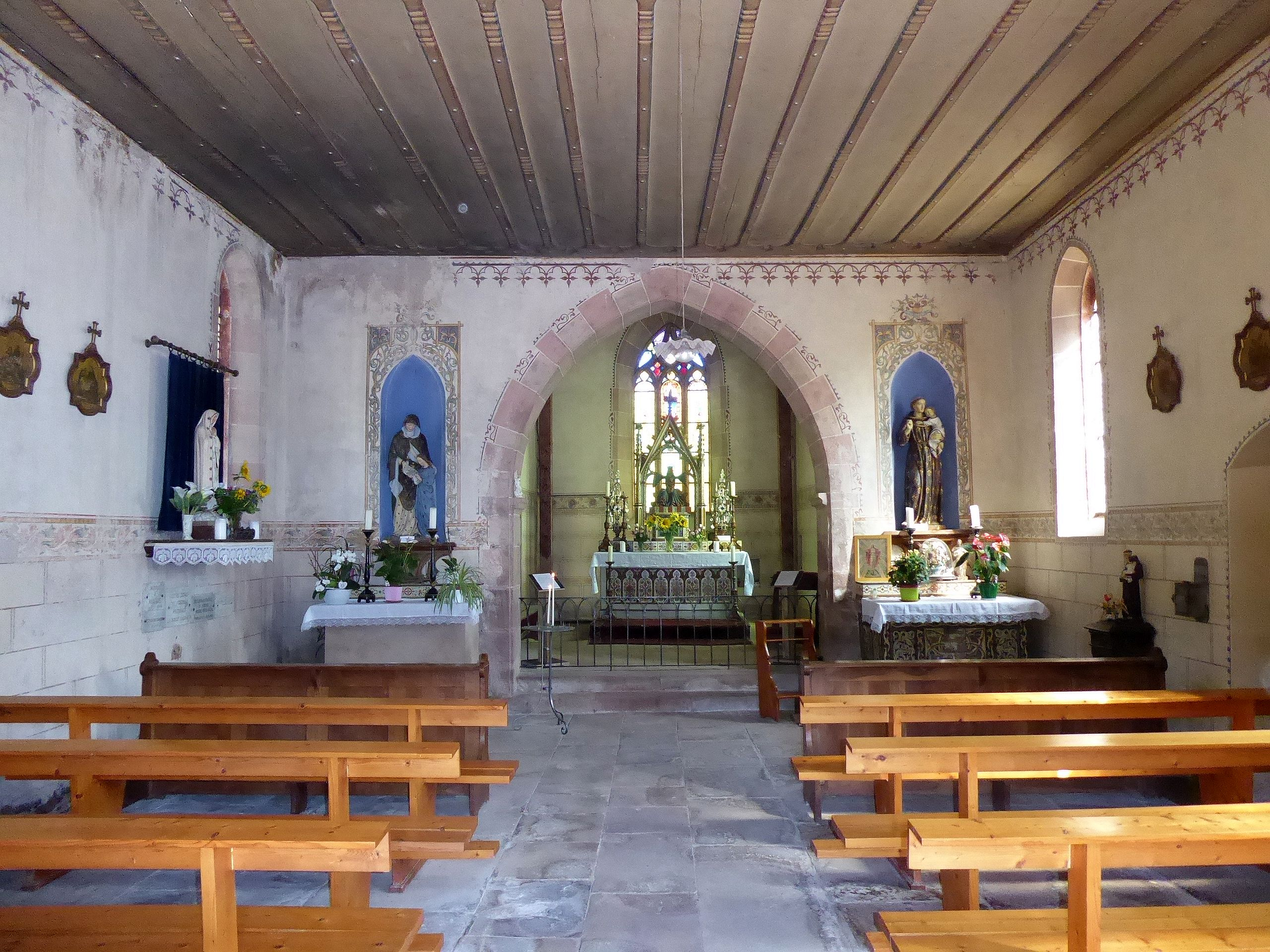
Blick in das Kirchenschiff zum Chor

Notre-Dame (Deutsch: Unsere Liebe Frau) ist eine römisch-katholische Kapelle in der elsässischen Gemeinde Dambach-la-Ville im Département Bas-Rhin. Sie ist seit 1930 als Monument historique klassifiziert.

## Geschichte
Die spätgotische Liebfrauenkapelle wurde im Jahr 1454 zum ersten Mal erwähnt. Das Gotteshaus ist mit der Jahreszahl 1479 bezeichnet. Der schlichte einschiffige Bau ist flachgedeckt und schließt im Osten mit einem eingezogenen, gerade geschlossenen Chor. Auf dem Glockendachreiter findet sich die Zahl 1625, die auf einen Umbau des Gotteshauses hindeuten dürfte. Bis 1693 versah ein Kaplan die Seelsorge an der Kapelle, danach diente sie einem Einsiedler. Nach der Französischen Revolution wurde sie als Staatsbesitz 1796 verkauft und befindet sich noch heute in Privateigentum. 1860 wurden Wandmalereien aufgefunden. Im Jahr 2018 fand eine grundlegende Renovierung der Kapelle statt. Das Südportal und das Maßwerk des Chorfensters sind im Stil der Flamboyantgotik ausgeführt.